# 戈尼绍塞
戈尼绍塞（法語：Gognies-Chaussée，法語發音：[ɡɔɲi ʃose]）是法国上法蘭西大區北部省的一个市镇，属于埃尔普河畔阿韦讷区。

## 地理
戈尼绍塞（50°20'23"N, 3°56'40"E）面积7.94 平方千米，位于法国上法蘭西大區北部省，该省份为法国最北部的省份及最长的省份，西北濒北海，西接加来海峡省，南至埃纳省和索姆省，东与比利时接壤。
与戈尼绍塞接壤的市镇（或旧市镇、城区）包括：迈里约、贝蒂尼、费尼、拉隆格维尔、莫伯日、凯维。

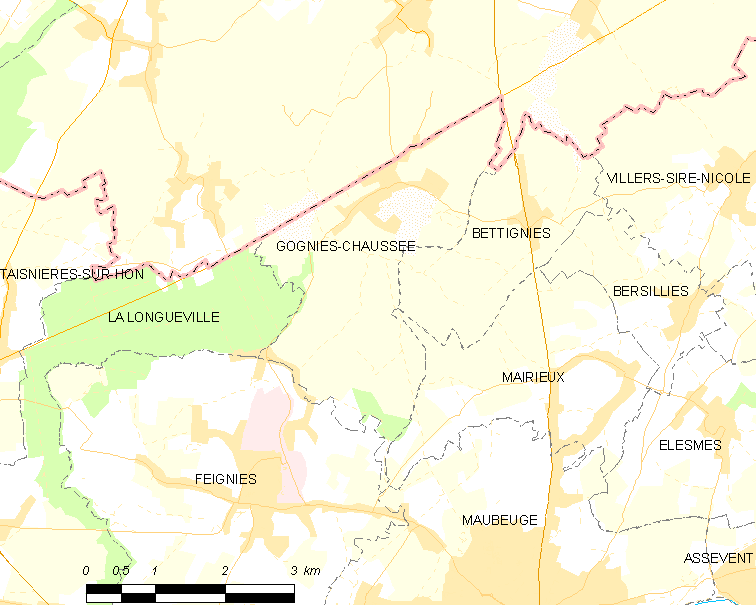
戈尼绍塞的OSM定位图

戈尼绍塞的时区为UTC+01:00、UTC+02:00（夏令时）。

## 行政
戈尼绍塞的邮政编码为59600，INSEE市镇编码为59264。

## 政治
戈尼绍塞所属的省级选区为莫伯日县。

## 人口

1962-2008年间戈尼绍塞人口变化图示

戈尼绍塞于2022年1月1日时的人口数量为725人。